# Hans-Joachim Frank
Hans-Joachim Frank (* 19. August 1954 in Marisfeld) ist ein deutscher Schauspieler, Regisseur und Theaterleiter.

## Leben und Werk
Franks Karriere begann bereits im Alter von acht Jahren, als er am Meininger Theater als Darsteller debütierte. Mit 16 Jahren nahm er ein Studium an der Hochschule für Schauspielkunst in Berlin auf, das er 1974 als einer der jüngsten Absolventen beendete. Noch im selben Jahr wurde er von der damaligen Intendantin Ruth Berghaus ans Berliner Ensemble geholt und für die Hauptrolle des Pawel in Brechts „Die Mutter“ besetzt. Im Jahr 1983 leitete Frank erstmals ein Bühnenstück, gefolgt von Arbeiten als Solokünstler, die ihn an zahlreiche internationale Bühnen führten.
1987 kündigte Frank beim Berliner Ensemble und gründete 1989 das theater 89, ein freies Autorentheater in Berlin-Mitte, dem er seither als künstlerischer Leiter vorsteht.
Neben seiner Theaterarbeit war der Künstler von 1975 bis 1987 auch als Film- und Fernsehschauspieler für die DEFA und das Fernsehen der DDR aktiv, wo er u. a. 1976 den Prinzen in dem Märchenfilm Aschenbrödel nach der gleichnamigen Vorlage des russischen Schriftstellers Jewgeni Lwowitsch Schwarz spielte und 1977 die Hauptrolle des Tollpatschs Jakob neben Dieter Franke in Wer reißt denn gleich vor’m Teufel aus nach Motiven des Märchens Der Teufel mit den drei goldenen Haaren der Brüder Grimm übernahm.
Er war bis zu ihrem Tode mit der Schauspielerin Simone Frost verheiratet. Simone Frost erlag im Alter von 51 Jahren einem Krebsleiden.

## Filmografie (Auswahl)
- 1975: Karlemanns Brücke
- 1976: Aschenbrödel
- 1977: Wer reißt denn gleich vor’m Teufel aus
- 1978: Sabine Wulff
- 1979: Glück im Hinterhaus
- 1982: Der Staatsanwalt hat das Wort, "Die Wette"
- 1989: Großer Frieden (Theateraufzeichnung)

## Theater
- 1974: Bertolt Brecht: Die Mutter (Pawel) – Regie: Ruth Berghaus (Berliner Ensemble)
- 1975: Karl Mickel: Celestina (Diener) – Regie: Jürgen Pörschmann / Günter Schmidt (Berliner Ensemble)
- 1980: Bertolt Brecht: Die Ausnahme und die Regel (Kuli) – Regie: Carlos Medina (Berliner Ensemble)
- 1981: Bertolt Brecht: Turandot oder der Kongress der Weißwäscher (Tui-Schüler) – Regie: Manfred Wekwerth/Joachim Tenschert (Berliner Ensemble)
- 1982: Hanns Eisler: Johann Faustus (Wagner) – Regie: Manfred Wekwerth/Joachim Tenschert (Berliner Ensemble)
- 1983: Bertolt Brecht: Trommeln in der Nacht (Kellner) – Regie: Christoph Schroth (Berliner Ensemble)
- 1984: Peter Weiss: Der neue Prozess (Josef K.) – Regie: Axel Richter (Berliner Ensemble)

## Hörspiele
- 1981: Arne Leonhardt: Jazz am Grab – Regie: Werner Grunow (Hörspielpreis der Kritiker für Autor und Regie 1982 – Rundfunk der DDR)
- 1982: Walentin Rasputin: Matjora (Andrej) – Regie: Fritz Göhler (Hörspiel – Rundfunk der DDR)
- 1985: Hans Siebe: Feuersteine (Wilke) – Regie: Werner Grunow (Kriminalhörspiel – Rundfunk der DDR)